# Variabile Orione
Il termine variabile Orione si riferisce a una stella, spesso associata ad una nebulosa diffusa, che mostra dei fenomeni di variabilità irregolari dovute a violente eruzioni di materia.
È comune opinione che si tratti di stelle pre-sequenza principale, che manifestano delle escursioni di luminosità dell'ordine anche di diverse magnitudini. Si riconoscono due classi di variabili Orione: le stelle T Tauri (compreso il sottogruppo delle EX Lupi o EXor) e le FU Orionis (o FUor).
- Le stelle T Tauri mostrano delle caratteristiche emissioni spettrali nella banda del violetto, dovute al ferro diionizzato; si riscontrano anche delle consistenti emissioni da parte del litio, metallo solitamente distrutto dalle alte temperature dei nuclei delle stelle di sequenza principale, la cui presenza è quindi segno della giovinezza della stella.[1]
- Le stelle FU Orionis sono invece caratterizzate da grandi escursioni di magnitudine (anche 5-6), che durano anche per alcuni decenni.[2]

Alcune variabili Orione (come nel caso di V1647 Orionis) non possiedono delle caratteristiche che le rendono completamente assimilabili all'una o all'altra classe, quanto piuttosto a una via di mezzo; talune mostrano delle piccole escursioni di luminosità con cadenza periodica, altre sono caratterizzate da bruschi affievolimenti, altre ancora mostrano nei loro spettri delle formazioni che indicano la presenza di fenomeni di accrescimento.